# Felipe de Guevara
Felipe de Guevara (Bruxelles, 1500 – Madrid, 1563) è stato un umanista e collezionista d'arte spagnolo.

## Biografia

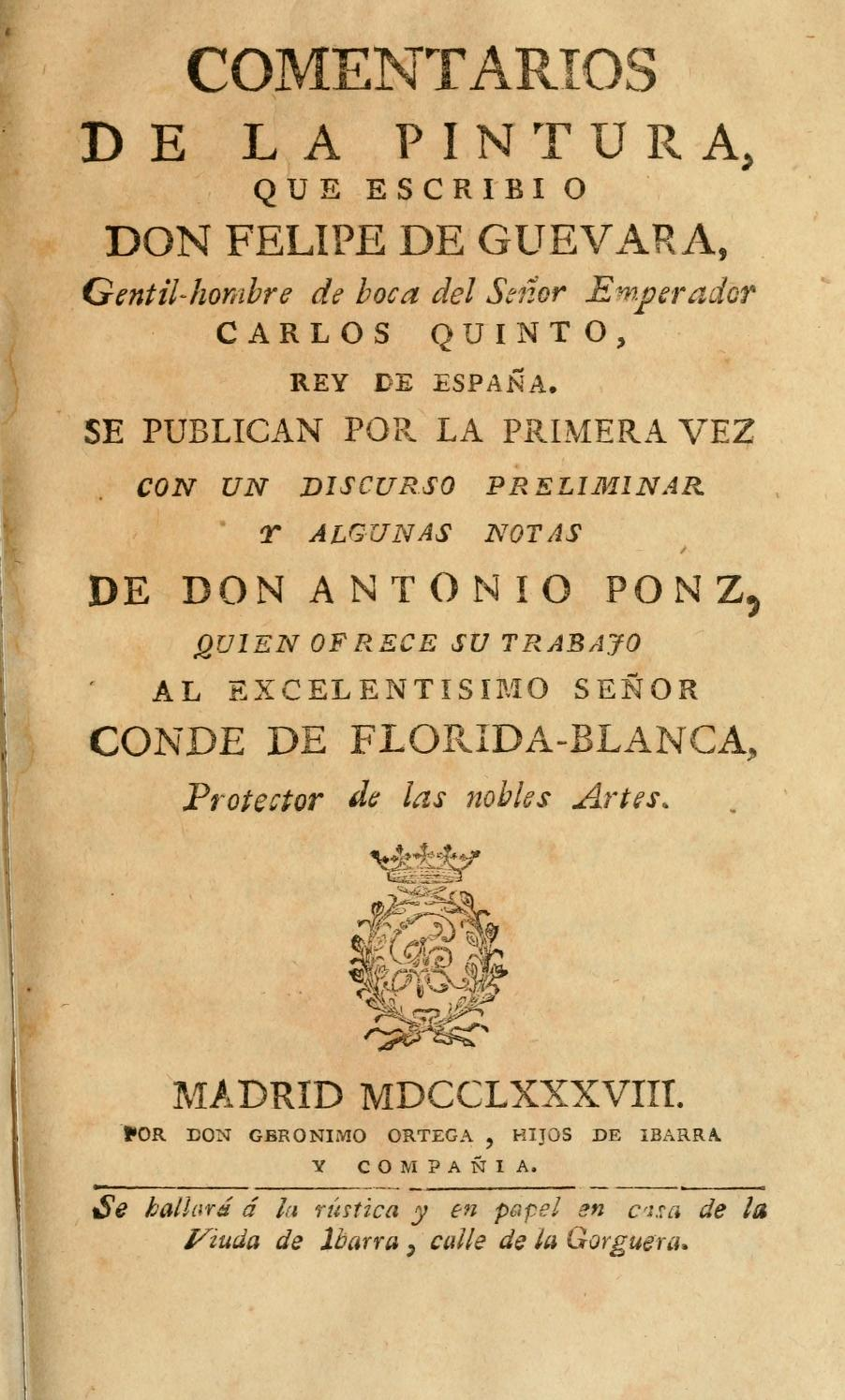
Frontespizio dei Comentarios de la pintura.

Figlio naturale del cortigiano spagnolo Diego de Guevara y Quesada e della belga Françoise Esmez, Felipe nacque a Bruxelles intorno al 1500. Intrattenne strette relazioni con molti personaggi della cultura contemporanea. Fu interessato a molti differenti settori di conoscenza quali la numismatica, la geografia e la storia; scrisse inoltre su questi temi numerosi apprezzati trattati.
Mostrò un grande apprezzamento per i lavori di Hieronymus Bosch, che incluse nella sua grande opera Comentarios de la pintura, e del quale collezionò numerose opere. Nel 1570 la vedova di De Guevara vendette sei opere custodite dal marito a Filippo II di Spagna, altre all'Escorial, al Palazzo Reale di El Pardo e al Palazzo Reale di Madrid; oggi molte di queste sono custodite al Museo del Prado.